# Skala mapy
Skala mapy – stosunek wielkości liniowych rozmiarów modelu Ziemi, dla jakiego opracowano odwzorowanie kartograficzne danej mapy, do rzeczywistej wielkości tych rozmiarów.

## Rodzaje zapisu skali na mapach

### Skale
Rozróżnia się skalę liczbową i skalę mianowaną
- skala liczbowa: 1:700 000 lub {\displaystyle {\tfrac {1}{700\ 000}}} (zapis ten przeważnie poprzedzany jest słowem „skala”), zamiast dwukropka można też użyć nieco podwyższonego unikodowego znaku U+2236 ∶ RATIO - 1∶700 000;
- skala mianowana: 1 cm – 1 km lub 1 cm → 1 km (zapis ten przeważnie poprzedzany jest słowem „skala”);
- skala polowa: 1 mm² – 1 000 000 m².

### Podziałki
- podziałka liniowa

jest graficznym przedstawieniem skali na mapie, często umieszcza się ją pod skalą liczbową lub mianowaną (jeżeli podana jest sama podziałka, to nie używa się dla niej słowa „skala”);
- podziałka transwersalna
- podziałka złożona

stosowana jest dla map świata w odwzorowaniach niewiernoodległościowych (tzn. np. na równiku 1 cm na mapie odpowiada innej odległości w rzeczywistości niż ten sam 1 cm na mapie na równoleżniku 60°).

## Rodzaj zapisu w zależności od rodzaju mapy
Poszczególne rodzaje zapisu skal można stosować tylko dla wybranych rodzajów map:
- Skalę liczbową można podać dla każdej mapy, niezależnie od tego w jakim odwzorowaniu została ona wykonana.
- Skalę mianowaną i podziałkę liniową można podać tylko dla map wykonanych w odwzorowaniach wiernoodległościowych lub dla map w dużych skalach (mapy wielkoskalowe). Z zasady błędem jest podawanie tego rodzaju zapisu skal na mapach całego świata, czy też na mapach kontynentów i oceanów.
- Podziałkę transwersalną można podać tylko dla map w dużych lub bardzo dużych skalach (skale co najwyżej 1:10 000) wykonanych w odwzorowaniach wiernoodległościowych.
- Skalę polową można podać tylko dla map wykonanych w odwzorowaniach wiernopowierzchniowych (wiernopolowych) lub dla map w dużych skalach.
- Podziałkę złożoną stosuje się wyłącznie do map w małych (lub nawet bardzo małych) skalach wykonanych w odwzorowaniach niewiernoodległościowych.